# Yasuyuki Konno
Yasuyuki Konno (jap. 今野 泰幸; * 25. Januar 1983 in Sendai) ist ein japanischer Fußballspieler.

## Karriere

### Verein
Konno spielte in der Jugend für die Schulmannschaft der Tōhoku-Oberschule in seiner Heimatstadt. Danach wurde er aber nicht vom heimischen Vegalta Sendai übernommen. Stattdessen kam er beim Erstligaverein Consadole Sapporo unter. Bereits in den ersten beiden Jahren kam er regelmäßig in der höchsten japanischen Spielklasse zum Einsatz, dann aber musste der mit finanziellen Problemen kämpfende Verein den Gang in die zweite Liga antreten. Dort war der vielseitige Abwehrspieler Stammspieler, aber nachdem der Wiederaufstieg nicht gelang, musste Konno abgegeben werden.
Der Erstligist FC Tokio sicherte sich daraufhin seine Dienste und er wurde zum Stammspieler und zur festen Stütze des Hauptstadtklubs. Mit ihm gewann der Verein gleich im ersten Jahr den Yamazaki Nabisco Cup, dem heutigen J. League Cup. 2009 ging er wieder als Sieger im J. League Cup vom Platz. Ende 2010 musste er mit dem Club den Weg in die Zweite Liga antreten. Ein Jahr später wurde er Meister der J2 League und stieg direkt wieder in die erste Liga auf. Für Tokio absolvierte er insgesamt 254 Spiele und schoss dabei 33 Tore. Nach dem Aufstieg verließ er Tokio und schloss sich 2012 dem Erstligisten Gamba Osaka aus Suita an. Nach einem Jahr musste er wieder in die zweite Liga absteigen. 2013 wurde er Meister de J2 und stieg direkt wieder in die erste Liga auf. 2014 wurde er mit dem Club als Aufsteiger überraschend japanischer Fußballmeister. Im Meisterjahr gewann er mit Osaka den J. League Cup und den Emperor’s Cup. 2015 bestätigte man die guten Leistungen der Vorsaison und wurde Vizemeister. Auch 2015 stand er in den Endspielen des J. League Cup und des Emperor’s Cup. Der Emperor’s Cup wurde gewonnen, beim J. League Cup ging man als Verlierer vom Platz. 2016 erreichte man das Endspiel des J. League Cup, dass man jedoch im Elfmeterschießen gegen die Urawa Red Diamonds verlor. Mitte 2019 unterschrieb er einen Vertrag beim Zweitligisten Júbilo Iwata in Iwata. Ende 2021 feierte er mit Júbilo die Meisterschaft der zweiten Liga und stieg somit in die erste Liga auf.

### Nationalmannschaft
Bereits in Sapporo und später auch in Tokio gehörte Yasuyuki Konno den japanischen Auswahlmannschaften an. Er nahm an der U-19-Asienmeisterschaft und der U-20-Weltmeisterschaft 2003 teil. Bei den Olympischen Spielen 2004 bestritt er drei Spiele für die japanische Auswahl. Am 3. August 2005 absolvierte er sein erstes Länderspiel in der A-Nationalmannschaft gegen China bei der Ostasienmeisterschaft. Trotzdem konnte er sich dort erst einmal nicht etablieren und wurde bei der Fußball-Weltmeisterschaft 2006 in Deutschland nicht berücksichtigt. Erst danach holte ihn Nationaltrainer Takeshi Okada, der ihn bereits 2001 als Trainer von Consadole Sapporo verpflichtet hatte, wieder regelmäßig ins Nationalteam zurück. Diesmal stand er dann auch bei der Fußball-Weltmeisterschaft 2010 in Südafrika im WM-Kader. Jedoch war er nur der fünfte Mann in der Abwehrriege der Japaner und hatte bei der Aufstellung das Nachsehen. Erst im dritten Vorrundenspiel kam er in den Schlussminuten zu seinem einzigen Kurzeinsatz.

## Erfolge
FC Tokyo
- Japanischer Ligapokalsieger: 2004, 2009
- Japanischer Zweitligameister: 2011  ▲

Gamba Osaka
- Japanischer Zweitligameister: 2013  ▲
- Japanischer Meister: 2014
- Japanischer Pokalsieger: 2014, 2015
- Japanischer Ligapokalsieger: 2014

Júbilo Iwata
- Japanischer Zweitligameister: 2021  ▲